# Мешалкін Євген Миколайович
Євген Миколайович Мешалкін (25 лютого 1916, Катеринослав—8 березня 1997, Новосибірськ) — відомий радянський російський кардіолог і кардіохірург, доктор медичних наук, професор. Академік Академії медичних наук СРСР (1978). Заслужений діяч науки Української РСР.

## Біографія
Народився 25 лютого 1916 року в місті Катеринославі, в родині інженера-залізничника. Росіянин.
У 1918 році з сім'єю переїжджає в Ростов-на-Дону, а в 1928 році — в Москву, де закінчив сім класів і школу ФЗУ при заводі «Серп і молот», працюючи в цей час чорноробом. Потім працював на посадах копіювальника, кресляра, механіка-наладчика прокатних станів.